# Nimsoft
Nimsoft era una compañía informática que brinda soluciones corporativas y se especializa en servicios de computación en la nube, desktop services y recursos de software como servicio (SAAS). Fue fundada en 1998 en Oslo (Noruega). En 2010, fue comprada por CA Technologies y se constituyó como una división independiente dentro de ella.

## Historia
La empresa fue fundada en Noruega en 1998 bajo el nombre oficial de “Nimbus Software”. Mantuvo esa denominación comercial hasta el año 2004, año en que la firma se fusionó con Comverse Software  y trasladó sus oficinas centrales a Campbell, en Silicon Valley (California). 
En 2008 amplió sus operaciones a Fort Collins (Colorado). Ese año, fue galardonada por el periódico especializado San Francisco Business Times con el “Best Place to Work Award” (“Mejor lugar para trabajar”). 
En marzo de 2010 fue adquirida por CA Technologies por un valor de 350 millones de dólares.

## Productos y servicios
La compañía agrupa las soluciones informáticas que ofrece en tres grandes categorías: Nimsoft Unified Manager, Nimsoft Monitor (que incluye red, base de datos, nube, servidores, almacenamiento y virtualización) y Nimsoft Service Desk (que engloba todos los servicios orientados a la resolución de incidentes). 